# Lianghekou (socken i Kina)
Lianghekou (kinesiska: 两河口乡, 两河口) är en socken i Kina. Den ligger i provinsen Sichuan, i den sydvästra delen av landet, omkring 380 kilometer nordost om provinshuvudstaden Chengdu.
Genomsnittlig årsnederbörd är 1 409 millimeter. Den regnigaste månaden är juli, med i genomsnitt 293 mm nederbörd, och den torraste är december, med 5 mm nederbörd.